# Alain Cerrato
Alain Cerrato (* 3. Januar 1950 in Sète; † 29. November 2001) war ein französischer Fußballspieler auf der Position des Torwarts.

## Karriere
Cerrato begann seine Karriere beim SO Montpellier in der zweiten Liga, in der er jedoch nicht zum Einsatz kam. 1972 wechselte er zum FC Sète. In der Saison 1975/76 bestritt er ein Zweitligaspiel und kam so zu seinem einzigen Profieinsatz. Von 1979 bis 1980 war der Zweitligist AS Béziers die letzte Station seiner Karriere, dort kam er aber zu keinem Einsatz.